# Ptychoramphus aleuticus
Ptychoramphus aleuticus е вид птица от семейство Кайрови (Alcidae), единствен представител на род Ptychoramphus.

## Разпространение
Видът е разпространен в Канада, Мексико и САЩ.